# Tops with Pops
「Tops with Pops　(1957年2月22日)」とは、トムとジェリーの短編の一つで1956年から1957年のハンナ＝バーベラによるシネマスコープでのリメイク作品の4作品目である。また、この作品は1949年に公開された「ここまでおいで」のリメイク作品でもある。

## 製作スタッフ
- 製作・監督 - ウィリアム・ハンナ、ジョセフ・バーベラ
- 音楽 - スコット・ブラッドリー
- アニメーション製作 - エド・バージ、レイ・パターソン、アーヴィン・スペンス、ケネス・ミューズ
- 背景 - ドン・ドリスコール
- レイアウト - ディック・ビッケンバッハ

## 日本でのテレビ放映
本作は、TBS版では未放映。DVD版にも未収録である。

## 原作の比較
アニメーションの背景やグラフィックは変わっているが、音楽は原作のままである。(ただし、トムの絶叫の追加等はある)